# William Lassell
William Lassell (18 juin 1799 – 5 octobre 1880) est un astronome britannique, né à Bolton dans le Lancashire.

## Biographie
Il fait fortune en tant que brasseur de bière, ce qui lui permet de se livrer à la passion qu'est pour lui l'astronomie. Il se fait construire un observatoire près de Liverpool, équipé d'un télescope de 60 centimètres, et est l'un des pionniers de l'utilisation des montures équatoriales. Le miroir a été formé et poli par Lassell lui-même, avec des instruments qui sont également de sa fabrication. Il perfectionne les alliages de métaux utilisés pour les miroirs, ce qui améliore la qualité des instruments optiques.
En 1846, il découvre Triton, le plus gros satellite de Neptune, peu de temps après la découverte de Neptune elle-même. En 1848, il codécouvre Hypérion, un satellite de Saturne, indépendamment de Bond, ainsi qu'Ariel et Umbriel, satellites d'Uranus en 1851.
Il construit en 1855 un autre télescope, de 120 cm cette fois, qu'il installe sur l'île de Malte, les conditions atmosphériques y étant meilleures pour l'observation astronomique.
Il est lauréat de la médaille d'or de la Royal Astronomical Society en 1849, dont il est président pendant deux ans à partir de 1870, et de la Royal Medal en 1858.
L'astéroïde (2636) Lassell est nommé ainsi pour lui rendre hommage, tout comme le cratère Lassell sur la Lune, un autre cratère sur Mars et un des anneaux de Neptune.